# Huaraz (provincie)
| Huaraz                                                 | Huaraz                   |
| ------------------------------------------------------ | ------------------------ |
| Harta localizării provinciei în cadrul regiunii Ancash |                          |
| Informații generale                                    |                          |
| Nume nativ                                             | Provincia de Huaraz      |
| Țară                                                   | Peru                     |
| Regiune                                                | Ancash                   |
| Fondare                                                | 5 august 1857            |
| Primar                                                 | Vladimir Meza Villarreal |
| - Capitală                                             | Huaraz                   |
| - Suprafață totală                                     | 2493 km2                 |
| - Districte                                            | 12                       |
| Populație                                              |                          |
| An recensământ                                         | 2007                     |
| - Totală                                               | 147 463                  |
| - Densitate                                            | 59,15/km2                |
| Fus orar                                               | UTC-5                    |
| Sit web                                                | www.munihuaraz.gob.pe    |
| UBIGEO                                                 | 0209                     |
| Modifică text                                          |                          |

Huaraz este una dintre cele douăzeci de provincii din regiunea Ancash din Peru. Capitala este orașul Huaraz. Se învecinează cu provinciile Huari, Recuay, Aija, Casma și Huarmey.
Provincia a fost fondată pe data de 5 august 1857, în timpul mandatului președintelui Ramón Castilla.

## Diviziune teritorială
Provincia este divizată în 12 districte (spaniolă: distritos, singular: distrito):
- Huaraz
- Cochabamba
- Colcabamba
- Huanchay
- Independencia
- Jangas
- La Libertad
- Olleros
- Pampas Grande[2]
- Pariacoto
- Pira
- Tarica

## Grupuri etnice
Provincia este locuită de către urmași ai populațiilor quechua. Limba spaniolă este limba care a fost învățată de către majoritatea populației (procent de 63,43%) în copilărie, iar 36,28% dintre locuitori au vorbit pentru prima dată quechua. (Recensământul peruan din 2007)